# Noticiero Univision
Noticiero Univision é o principal noticiário noturno produzido pela Noticias Univision, a divisão de notícias da rede de televisão KMEX-DT. Lançado pela primeira vez em 1986 pela Spanish International Network, o programa fornece um resumo geral das manchetes do dia, com um foco maior nos eventos que ocorrem na América Latina. É apresentado atualmente por Jorge Ramos e María Elena Salinas.